# Procissão fluvial

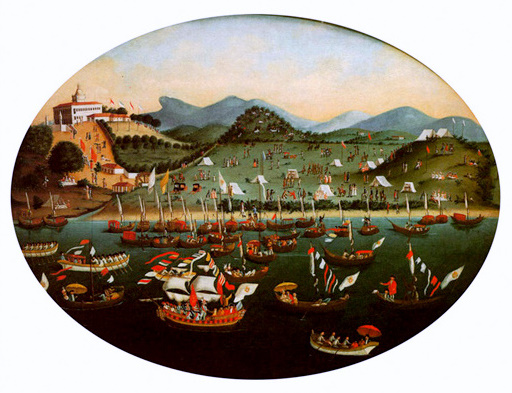
Procissão marítima, por Leandro Joaquim (século XVIII).

Procissão fluvial é um cortejo religioso realizado em embarcações de pequeno, médio e grande porte, com ornamentações simples e imagens, entoando cânticos religiosos e orações, e manifestando a devoção e religiosidade dos fiéis. Geralmente, o cortejo ocorre no principal rio ou mar de uma cidade ou região.

## Brasil
No Brasil, a procissão fluvial é um costume típico e tradicional em todas as regiões do país, em especial nas regiões Norte e Nordeste. De acordo com a regra, a procissão fluvial é realizada por pescadores locais em devoção a São Pedro, que também era pescador e é tido, na tradição católica, como "pescador de homens" (Lucas 5:10), sendo, por essa razão, considerado o padroeiro dos pescadores.
Em Manaus, no estado do Amazonas, a procissão fluvial pelo Rio Negro acontece desde 1949, e já contou com a participação do Papa João Paulo II.
No Sul, a procissão fluvial ocorre em devoção a Nossa Senhora dos Navegantes, na Festa de Nossa Senhora dos Navegantes de Porto Alegre.
Desde a colonização do Brasil, já se expressava a religiosidade em eventos desse tipo, como uma romaria de barcos que desfilava diante do Hospital dos Lázaros, na cidade do Rio de Janeiro, momento este registrado pelo artista brasileiro, Leandro Joaquim, em sua tela Procissão marítima.

## Portugal
Em Portugal, além da procissão em devoção a São Pedro, também conhecidas por festas dos pescadores, cujo registro remonta ao ano de 1856, segundo o mais antigo testemunho escrito, ocorre também a procissão fluvial da Nossa Senhora da Atalaia, cuja devoção é documentada desde 1409, no Rio Tejo.